# Карагай (район Биржан сал)
Карагай (каз. Қарағай, до 2005 г. — Сосновка) — село в районе Биржан сал Акмолинской области Казахстана. Входит в состав Макинского сельского округа. Код КАТО — 114543600.

## География
Село расположено в западной части района, среди лесных массивов, на расстоянии примерно 28 километров (по прямой) к юго-западу от административного центра района — города Степняк, в 10 километрах к северо-востоку от административного центра сельского округа — села Макинка.
Абсолютная высота — 433 метров над уровнем моря.
Ближайшие населённые пункты: село Буланды — на северо-западе, города Макинск — на западе, село Макинка — на юго-востоке.
Вблизи села проходит скоростная автомагистраль А1 «Астана — Щучинск».

## История
Указом ПВС Каз ССР от 13.09.1985 г. населённый пункт Государственная мельница переименован в село Сосновка.
В 2005 году село было переименовано в село Карагай.

## Население
В 1989 году население села составляло 186 человек (из них русские — 47 %, казахи — 28 %).
В 1999 году население села составляло 112 человек (58 мужчин и 54 женщины). По данным переписи 2009 года, в селе проживали 73 человека (35 мужчин и 38 женщин).
| Численность населения | Численность населения | Численность населения |
| 1989                  | 1999                  | 2009                  |
| --------------------- | --------------------- | --------------------- |
| 186                   | ↘112                  | ↘73                   |

## Улицы[8]
- ул. Дирмен